# Kapel Schaberg

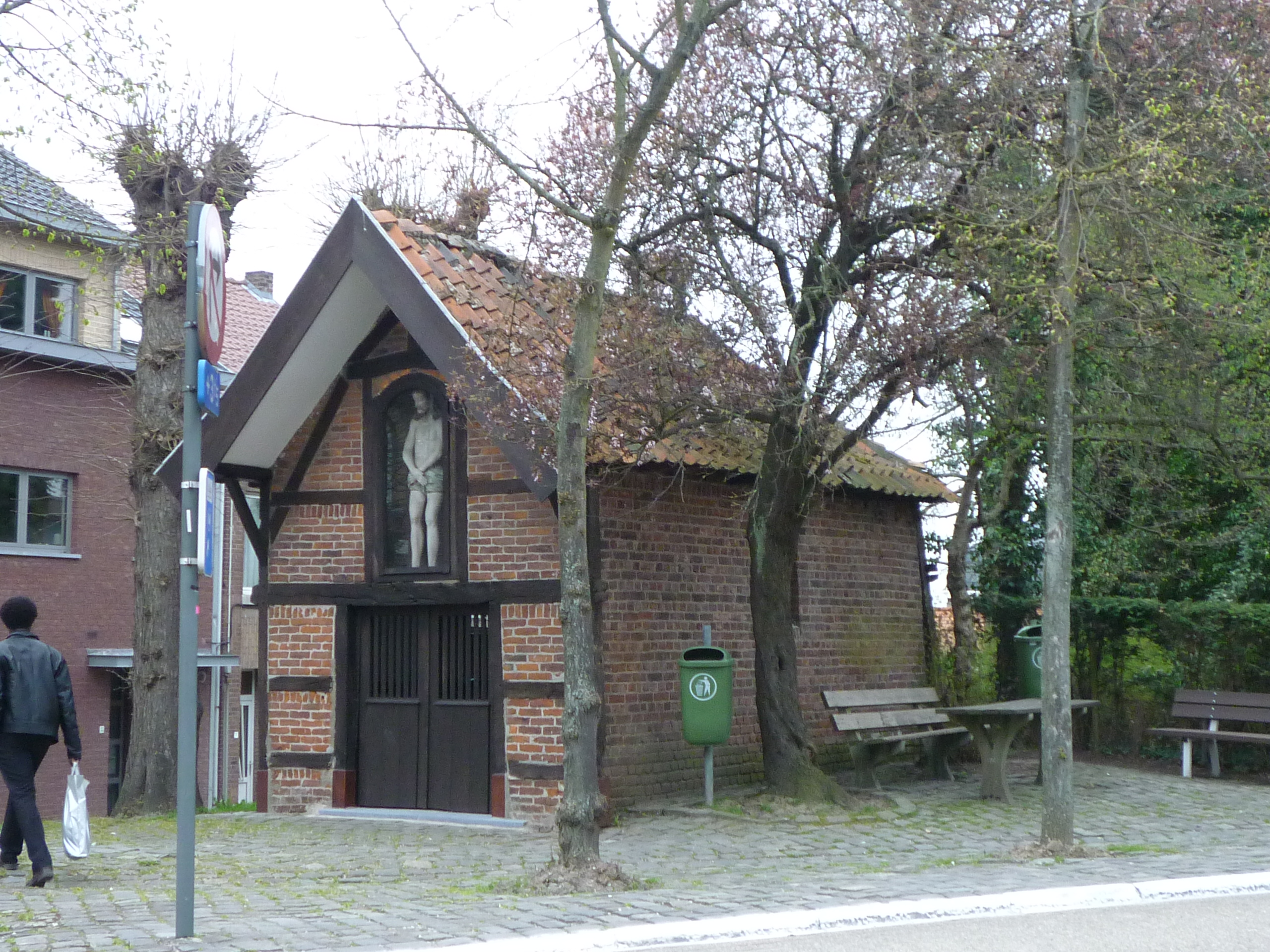
Kapel Schaberg

Kapel Schaberg (ook: Kapel Onze-Lieve-Vrouw van Smarten) is een betreedbare kapel welke zich bevindt aan de Tongersesteenweg te Borgloon.
De kapel is al oud. Muurankers geven het jaartal 1606 weer, maar deze muurankers zijn bij een recente restauratie aangebracht. Het gebouwtje onder zadeldak heeft vakwerk in de voor- en achtergevel, gevuld met baksteen. Op de ankerbalk werd de inscriptie AVE M X SCHABERS X PCI aangebracht, maar de ijzeren letters Bid voor de ziel van Johannes Schabergs werden na 1980 verwijderd.
Aan de linkerzijde van de kapel bevinden zich drie linden.
De kapel werd gerestaureerd van 1974-1975 en ze werd in 1980, samen met de lindebomen en een 19e-eeuws huis als beschermd stadsgezicht geklasseerd.

## Kunstschatten
De kapel bezit een aantal kunstschatten, te weten: een eiken beeld uit omstreeks 1500, voorstellende een engel met kelk en boek; een eiken Sint-Gertrudisbeeld uit de 17e eeuw; een begin-16e-eeuwse piëta; een beeld van Sint-Antonius van Padua (17e eeuw); een beeld van Sint-Antonius Abt, eveneens uit de 17e eeuw; een 18e eeus Sint-Rochusbeeld. Ook zijn er 17e of 18e-eeuwse reliekarmen van de heiligen Marcellus en Clara. De eiken kerkbank is van omstreeks 1800.

## Externe bron
- Onroerend erfgoed